# Ivan Urbanovič
Ivan Urbanovič (ur. 3 września 1932 w Nemeckiej Ľupčy) – słowacki taternik, alpinista, przewodnik tatrzański, ratownik górski i fotograf.
Ivan Urbanovič był w latach 50. i 60. XX wieku jednym z najaktywniejszych taterników, w 1955 roku został zawodowym ratownikiem tatrzańskim. W Tatrach wspinał się zarówno w warunkach letnich i zimowych, przechodził drogi o najwyższych trudnościach. Jego partnerem wspinaczkowym był najczęściej Ivan Gálfy, ale wspinał się także z innymi taternikami. Jednym z jego najlepszych tatrzańskich osiągnięć było pierwsze przejście zimowe środkowej depresji północno-wschodniej ściany Pośredniej Grani.
Urbanovič prowadził również aktywną działalność wspinaczkową w innych pasmach górskich świata. Wspinał się m.in. w Kaukazie (1958, 1961, 1962, 1964 i 1980), Alpach (1964, 1972 i 1978), Hindukuszu (1965 i 1967), Himalajach i Pamirze (1979 i 1981). Do jego głównych osiągnięć należy wejście na Tiricz Mir, osiągnięcie wysokości 7910 m n.p.m. na Nanga Parbat i wejście na Annapurnę.
Oprócz działalności wspinaczkowej prowadził działalność pisarską i fotograficzną. Od 1966 roku miał liczne wystawy swoich fotografii górskich, jego zdjęcia publikowane były w wielu czasopismach turystycznych. O swojej wyprawie na Nanga Parbat napisał dwie książki, współautorem jednej z nich był Arno Puškáš. Urbanovič był także autorem wielu artykułów o tematyce taternickiej i alpinistycznej.